# Градски стадион Угљевик
Градски стадион Угљевик је фудбалски стадион изграђен 2000. године који има 5.000 седећих места.

## Опште информације
Стадион је направљен 2000. године, а на њему је домаће утакмице играо ФК Рудар Угљевик, али је објекат продат Борис Станишићу, власнику клуба ФК Звијезда 09. Реновиран је 2017. године.